# Cephalosphaera xanthosternum
Cephalosphaera xanthosternum är en tvåvingeart som först beskrevs av Hardy 1968.  Cephalosphaera xanthosternum ingår i släktet Cephalosphaera och familjen ögonflugor. Inga underarter finns listade i Catalogue of Life.